# Chlorosterrha semialba
Chlorosterrha semialba är en fjärilsart som beskrevs av Swinhoe 1906. Chlorosterrha semialba ingår i släktet Chlorosterrha och familjen mätare. Inga underarter finns listade i Catalogue of Life.